# Форс, Питер
Питер Форс (26 ноября 1790 — 23 января 1868) — американский политик, историк, архивариус, редактор.

## Биография
Питер Форс родился в семье, происходившей из французских гугенотов, эмигрировавших в Америку ещё в XVII веке. Родился в Пассаик-Фоллс, первые годы провёл в Нью-Палц, затем переехал в Нью-Йорк, где стал учеником в типографии. Участвовал в Англо-американской войне 1812—1814 годов, дослужившись до звания лейтенанта. Демобилизовавшись, вернулся в Нью-Йорк и продолжил работу на типографии, с 1823 по 1841 год был редактором National Journal, ставшего официальным «голосом» президента. В 1820-х годах был членом Колумбийского общества поощрения наук и искусств. Активно поддержал будущего президента Джона Куинси Адамса в ходе предвыборной кампании 1824 года, в результате чего стал впоследствии членом местного совета и олдерменом. Избирался мэром Вашингтона в 1836 и 1838 годах, но потерпел поражение в 1848 году.
Наибольшую известность получил как собиратель и редактор различных исторических документов, имевших отношение к Американской революции. В 1833 году он заключил договор с правительством Соединённых Штатов об издании сборника исторических документов, касающихся американских колоний, под общим заглавием «Американских архивов». На этот труд Форс потратил 30 лет и выпустил 9 томов (всего было запланировано 20). Чтобы выполнить его, он собрал обширную коллекцию книг, карт, рукописей и документов, касающихся американской истории. Кроме того, ему принадлежат несколько сочинений по истории американских провинций.
Питер Форс умер 23 января 1868 года в городе Вашингтоне.